# Bo Rasmussen
Bo Rasmussen är en dansk musiker (rappare under artistnamnet Bossy Bo) och kompositör av bland annat film- och TV-musik.
Rasmussen är medlem i rappgruppen Østkyst hustlers.